# Chandlerville (Illinois)
Chandlerville es una villa ubicada en el condado de Cass en el estado estadounidense de Illinois. En el Censo de 2010 tenía una población de 553 habitantes y una densidad poblacional de 246,84 personas por km².

## Geografía
Chandlerville se encuentra ubicada en las coordenadas 40°2′50″N 90°9′5″O / 40.04722, -90.15139. Según la Oficina del Censo de los Estados Unidos, Chandlerville tiene una superficie total de 2.24 km², de la cual 2.24 km² corresponden a tierra firme y (0%) 0 km² es agua.

## Demografía
Según el censo de 2010, había 553 personas residiendo en Chandlerville. La densidad de población era de 246,84 hab./km². De los 553 habitantes, Chandlerville estaba compuesto por el 98.01% blancos, el 0.54% eran afroamericanos, el 0% eran amerindios, el 0.18% eran asiáticos, el 0% eran isleños del Pacífico, el 0.9% eran de otras razas y el 0.36% pertenecían a dos o más razas. Del total de la población el 1.63% eran hispanos o latinos de cualquier raza.